# ベルク presents 日向坂46の余計な事までやりましょう!
ベルク presents 日向坂46の余計な事までやりましょう!（ベルクプレゼンツひなたざかフォーティーシックスのよけいなことまでやりましょう）は、TOKYO FMで2020年10月2日から2024年9月27日まで放送していたラジオ番組である。

## 概要
日向坂46の2期生にとって初の冠レギュラーラジオ番組であり、ラジオの定番のトークは言うまでもなく、やらなくてもいいような余計なことまでしてみることがコンセプト。「今は余計に感じてしまうようなことでも、経験は裏切らない！今後のアーティストやタレント活動に全て活かせる」と、未来を視野に入れた番組となる
番組ハッシュタグは「#余計な事まで」。
音声配信アプリAuDeeでは放送終了後の21時から、本編未公開トークを加えて無料アーカイブ配信している。
番組開始当初は2021年3月末までの放送予定だったが、同年3月26日の放送にて、4月以降も番組が継続することが発表された。
AuDee公式サイトにて、2021年上半期再生ランキングTOP10が発表され、当番組が1位を獲得した。さらに、2021年年間再生ランキングでも1位を獲得した。
2024年9月13日、同月27日の放送をもって番組が終了することが発表された。
2025年1月7日、番組初の公開収録を行い、1月12日19時より1時間の特別番組として1回限りの復活を果たした。

## 放送時間
| 放送期間                      | 放送時間             | 放送局   | 対象地域 | 備考     |
| ----------------------------- | -------------------- | -------- | -------- | -------- |
| 2020年10月2日 - 2024年9月27日 | 金曜日 20:00 - 20:30 | TOKYO FM | 東京都   | [ 3 ]    |
| 2025年1月12日                 | 日曜日 19:00 - 19:55 | TOKYO FM | 東京都   | [ 注 3 ] |

| 放送期間                      | 放送時間              | 配信元 | 備考     |
| ----------------------------- | --------------------- | ------ | -------- |
| 2020年10月2日 - 2024年9月27日 | 金曜日 21:00 配信開始 | AuDee  | [ 注 4 ] |

## パーソナリティ
番組終了時点
- 丹生明里（日向坂46）
- 金村美玖（日向坂46）
- 山下葉留花（日向坂46）- 2023年10月6日初出演、レギュラー出演者としては2024年5月より

代演パーソナリティ
- 佐々木久美（日向坂46）- 2023年9月8日・15日放送分 
- 山下葉留花（日向坂46）- 2023年10月6日・13日・20日・27日、11月17日・24日、12月15日・22日・29日、2024年1月5日、2月16日・23日放送分

過去
- 渡邉美穂（出演当時日向坂46）- 2020年10月2日 - 2022年7月1日

## ゲスト
- 2020年12月25日：TETTA（作曲家）[29]
- 2021年3月19日：遠山大輔（グランジ）[30][31]
- 2022年6月17日：津田篤宏（ダイアン）[32]
- 2022年8月5日：アイデンティティ[33]
- 2022年9月9日：土佐卓也（土佐兄弟）[34]
- 2023年5月5日：佐藤満春（どきどきキャンプ）[35]

## 放送日程

### Season1
| 回数                   | 放送日                                               | パーソナリティ             | 脚注     |
| ---------------------- | ---------------------------------------------------- | -------------------------- | -------- |
| 1                      | 10月2日                                              | 丹生明里 金村美玖 渡邉美穂 | [ 36 ]   |
| 2・3・4・5・6・7・8・9 | 10月9日・16日・23日・30日・11月6日・13日・20日・27日 | 丹生明里                   | [ 注 7 ] |
| 10                     | 12月4日                                              | 丹生明里 金村美玖          | [ 45 ]   |
| 11・12・13             | 12月11日・18日・25日                                 | 金村美玖                   | [ 注 8 ] |

| 回数                   | 放送日                                  | パーソナリティ             | 脚注                |
| ---------------------- | --------------------------------------- | -------------------------- | ------------------- |
| 14・15・16・17         | 1月1日・8日・15日・22日                 | 金村美玖                   | [ 注 9 ]            |
| 18                     | 1月29日                                 | 金村美玖                   | [ 53 ] [ 注 10 ]    |
| 19                     | 2月5日                                  | 金村美玖 渡邉美穂          | [ 54 ] [ 注 10 ]    |
| 20・21・22・23・24・25 | 2月12日・19日・26日・3月5日・12日・19日 | 渡邉美穂                   | [ 注 11 ] [ 注 10 ] |
| 26                     | 3月26日                                 | 丹生明里 金村美玖 渡邉美穂 | [ 60 ] [ 注 10 ]    |

### Season2
| 回数   | 放送日            | パーソナリティ    | 脚注                       |
| ------ | ----------------- | ----------------- | -------------------------- |
| 27・28 | 4月2日・9日       | 丹生明里          | [ 61 ] [ 62 ]              |
| 29・30 | 4月16日・23日     | 金村美玖 渡邉美穂 | [ 63 ] [ 64 ]              |
| 31・32 | 4月30日・5月7日   | 渡邉美穂          | [ 65 ] [ 66 ] [ 注 10 ]    |
| 33・34 | 5月14日・21日     | 丹生明里          | [ 67 ] [ 68 ] [ 注 10 ]    |
| 35・36 | 5月28日・6月4日   | 金村美玖          | [ 69 ] [ 70 ] [ 注 10 ]    |
| 37・38 | 6月11日・18日     | 渡邉美穂          | [ 71 ] [ 72 ] [ 注 10 ]    |
| 39・40 | 6月25日・7月2日   | 金村美玖          | [ 73 ] [ 74 ] [ 注 10 ]    |
| 41     | 7月9日            | 丹生明里 渡邉美穂 | [ 75 ] [ 注 10 ]           |
| 42     | 7月16日           | 丹生明里 金村美玖 | [ 76 ]                     |
| 43・44 | 7月23日・30日     | 渡邉美穂          | [ 77 ] [ 78 ] [ 注 10 ]    |
| 45・46 | 8月6日・13日      | 金村美玖          | [ 79 ] [ 80 ] [ 注 10 ]    |
| 47・48 | 8月20日・27日     | 丹生明里          | [ 81 ] [ 82 ] [ 注 10 ]    |
| 49     | 9月3日            | 渡邉美穂          | [ 83 ] [ 注 10 ]           |
| 50     | 9月10日           | 金村美玖          | [ 84 ] [ 注 10 ] [ 注 12 ] |
| 51・52 | 9月17日・24日     | 渡邉美穂          | [ 86 ] [ 87 ] [ 注 10 ]    |
| 53・54 | 10月1日・8日      | 丹生明里          | [ 88 ] [ 89 ] [ 注 10 ]    |
| 55・56 | 10月15日・22日    | 金村美玖          | [ 90 ] [ 91 ]              |
| 57・58 | 10月29日・11月5日 | 渡邉美穂          | [ 92 ] [ 93 ]              |
| 59・60 | 11月12日・19日    | 丹生明里          | [ 94 ] [ 95 ]              |
| 61・62 | 11月26日・12月3日 | 金村美玖          | [ 96 ] [ 97 ]              |
| 63・64 | 12月10日・17日    | 丹生明里          | [ 98 ] [ 99 ]              |
| 65・66 | 12月24日・31日    | 渡邉美穂          | [ 100 ] [ 101 ]            |

| 回数      | 放送日          | パーソナリティ             | 脚注                            |
| --------- | --------------- | -------------------------- | ------------------------------- |
| 67・68    | 1月7日・14日    | 渡邉美穂                   | [ 102 ] [ 103 ]                 |
| 69・70    | 1月21日・28日   | 金村美玖                   | [ 104 ] [ 105 ]                 |
| 71 - 74   | 2月4日 - 25日   | 丹生明里                   | [ 106 ] [ 107 ] [ 108 ] [ 109 ] |
| 75 - 77   | 3月4日 - 18日   | 渡邉美穂                   | [ 110 ] [ 111 ] [ 112 ]         |
| 78・79    | 3月25日・4月1日 | 金村美玖                   | [ 113 ] [ 114 ]                 |
| 80・81    | 4月8日・15日    | 丹生明里                   | [ 115 ] [ 116 ] [ 注 13 ]       |
| 82・83    | 4月21日・29日   | 渡邉美穂                   | [ 117 ] [ 118 ] [ 注 14 ]       |
| 84・85    | 5月6日・13日    | 金村美玖                   | [ 119 ] [ 120 ]                 |
| 86・87    | 5月20日・27日   | 丹生明里                   | [ 121 ] [ 122 ]                 |
| 88・89    | 6月3日・10日    | 金村美玖                   | [ 123 ] [ 124 ]                 |
| 90・91    | 6月17日・24日   | 渡邉美穂                   | [ 32 ] [ 125 ]                  |
| 92        | 7月1日          | 渡邉美穂 金村美玖 丹生明里 | [ 126 ]                         |
| 93        | 7月8日          | 丹生明里                   | [ 127 ]                         |
| 94・95    | 7月15日・22日   | 金村美玖                   | [ 128 ] [ 129 ]                 |
| 96・97    | 7月29日・8月5日 | 丹生明里                   | [ 130 ] [ 33 ]                  |
| 98・99    | 8月12日・19日   | 金村美玖                   | [ 131 ] [ 132 ]                 |
| 100・101  | 8月26日・9月2日 | 丹生明里                   | [ 133 ] [ 134 ]                 |
| 102 - 105 | 9月9日 - 30日   | 金村美玖                   | [ 135 ] [ 136 ] [ 137 ] [ 138 ] |
| 106・107  | 10月7日・14日   | 丹生明里                   | [ 139 ] [ 140 ]                 |
| 108・109  | 10月21日・28日  | 金村美玖                   | [ 141 ] [ 142 ]                 |
| 110・111  | 11月4日・11日   | 丹生明里                   | [ 143 ] [ 144 ]                 |
| 112・113  | 11月18日・25日  | 金村美玖                   | [ 145 ] [ 146 ]                 |
| 114・115  | 12月2日・9日    | 丹生明里                   | [ 147 ] [ 148 ]                 |
| 116・117  | 12月16日・23日  | 金村美玖                   | [ 149 ] [ 150 ]                 |
| 118       | 12月30日        | 丹生明里                   | [ 151 ]                         |

| 回数               | 放送日                   | パーソナリティ      | 脚注                           |
| ------------------ | ------------------------ | ------------------- | ------------------------------ |
| 119                | 1月6日                   | 丹生明里            | [ 152 ]                        |
| 120・121           | 1月13日・20日            | 金村美玖            | [ 153 ] [ 154 ]                |
| 122・123           | 1月27日・2月3日          | 丹生明里            | [ 155 ] [ 156 ]                |
| 124・125           | 2月10日・17日            | 金村美玖            | [ 157 ] [ 158 ]                |
| 126・127           | 2月24日・3月3日          | 丹生明里            | [ 159 ] [ 160 ]                |
| 128・129           | 3月10日・17日            | 金村美玖            | [ 161 ] [ 162 ]                |
| 130・131           | 3月24日・31日            | 丹生明里            | [ 163 ] [ 164 ]                |
| 132・133           | 4月7日・14日             | 金村美玖            | [ 165 ] [ 166 ]                |
| 134・135           | 4月21日・28日            | 丹生明里            | [ 167 ] [ 168 ]                |
| 136・137・138・139 | 5月5日・12日・19日・26日 | 金村美玖            | [ 35 ] [ 169 ] [ 170 ] [ 171 ] |
| 140・141           | 6月2日・9日              | 丹生明里            | [ 172 ] [ 173 ]                |
| 142・143           | 6月16日・23日            | 金村美玖            | [ 174 ] [ 175 ]                |
| 144・145           | 6月30日・7月7日          | 丹生明里            | [ 176 ] [ 177 ]                |
| 146・147           | 7月14日・21日            | 金村美玖            | [ 178 ] [ 179 ]                |
| 148・149           | 7月28日・8月4日          | 丹生明里            | [ 180 ] [ 181 ]                |
| 150・151           | 8月11日・18日            | 金村美玖            | [ 182 ] [ 183 ]                |
| 152・153           | 8月25日・9月1日          | 丹生明里            | [ 184 ] [ 185 ]                |
| 154・155           | 9月8日・15日             | 佐々木久美          | [ 186 ] [ 187 ]                |
| 156・157           | 9月22日・29日            | 金村美玖            | [ 188 ] [ 189 ]                |
| 158                | 10月6日                  | 金村美玖 山下葉留花 | [ 190 ]                        |
| 159・160・161      | 10月13日・20日・27日     | 山下葉留花          | [ 191 ] [ 192 ] [ 193 ]        |
| 162・163           | 11月3日・10日            | 金村美玖            | [ 194 ] [ 195 ]                |
| 164・165           | 11月17日・24日           | 山下葉留花          | [ 196 ] [ 197 ]                |
| 166・167           | 12月1日・8日             | 金村美玖            | [ 198 ] [ 199 ]                |
| 168・169           | 12月15日・22日           | 山下葉留花          | [ 200 ] [ 201 ]                |
| 170                | 12月29日                 | 金村美玖 山下葉留花 | [ 202 ]                        |

| 回数     | 放送日          | パーソナリティ               | 脚注            |
| -------- | --------------- | ---------------------------- | --------------- |
| 171      | 1月5日          | 丹生明里 金村美玖 山下葉留花 | [ 203 ]         |
| 172      | 1月12日         | 金村美玖 山下葉留花          | [ 204 ]         |
| 173・174 | 1月19日・26日   | 金村美玖                     | [ 205 ] [ 206 ] |
| 175・176 | 2月2日・9日     | 丹生明里                     | [ 207 ] [ 208 ] |
| 177・178 | 2月16日・23日   | 山下葉留花                   | [ 209 ] [ 210 ] |
| 179・180 | 3月1日・8日     | 金村美玖                     | [ 211 ] [ 212 ] |
| 181・182 | 3月15日・22日   | 丹生明里                     | [ 213 ] [ 214 ] |
| 183・184 | 3月29日・4月5日 | 山下葉留花                   | [ 215 ] [ 216 ] |
| 185・186 | 4月12日・19日   | 金村美玖                     | [ 217 ] [ 218 ] |
| 187・188 | 4月26日・5月3日 | 丹生明里                     | [ 219 ] [ 220 ] |
| 189・190 | 5月10日・17日   | 山下葉留花                   | [ 221 ] [ 222 ] |
| 191・192 | 5月24日・31日   | 金村美玖                     | [ 223 ] [ 224 ] |
| 193・194 | 6月7日・14日    | 丹生明里                     | [ 225 ] [ 226 ] |
| 195・196 | 6月21日・28日   | 山下葉留花                   | [ 227 ] [ 228 ] |
| 197・198 | 7月5日・12日    | 金村美玖                     | [ 229 ] [ 230 ] |
| 199・200 | 7月19日・26日   | 丹生明里                     | [ 231 ] [ 232 ] |
| 201・202 | 8月2日・9日     | 山下葉留花                   | [ 233 ] [ 234 ] |
| 203・204 | 8月16日・23日   | 金村美玖                     | [ 235 ] [ 236 ] |
| 205・206 | 8月30日・9月6日 | 丹生明里                     | [ 237 ] [ 238 ] |
| 207・208 | 9月13日・20日   | 丹生明里 金村美玖            | [ 239 ] [ 240 ] |
| 209      | 9月27日         | 丹生明里 金村美玖 山下葉留花 | [ 241 ]         |

## コーナー

### 3人共通コーナー
余計な情報局
知って欲しい余計な知識や情報をリスナーから募集して、余計なようで使えるものを紹介する。
丹生/金村警察！24時
リスナーがパーソナリティ三人の警察となって、ブログ・テレビ番組・ウェブ・雑誌等、過去のビッグマウス・失言・キメ台詞・叶えたい夢などの発言を何処で言っていたのか?を募集し、紹介する。現在と比べながら成長を共有する。
これって脈アリ？脈ナシ？
リスナーから頂戴した脈アリと思える恋愛エピソードを紹介して脈アリか脈ナシか判定する。なお、丹生は諸事情によりこのコーナーは出禁となっていた。
大人に騙されるな！
日向坂46の情報やタレコミの中に分からないように嘘を最大2つまで織り交ぜてリスナーから募集し、その嘘をパーソナリティが見抜くコーナー。
ふつおた
埼玉トリオに知って欲しいこと、番組の感想、普通のお便りをリスナーから募集して読むコーナー。

### 丹生担当コーナー
アカリ46のラップコーナー
丹生が読んで楽しめそうな内容、悪ふざけしたものから尖ったものまで、キラーリリックをリスナーから募集する。
丹生のツボ
未だによく分からない彼女のツボを探るべく、「丹生さんにお知らせです。」から始まるエピソードをリスナーから募集し、ツボに入ったかどうかを「ツボ1つ」から「ツボ3つ」で判定する。
ニブのエール
丹生に励まして欲しいエピソードをリスナーから募集し、丹生がそれに対してエールを送る。
ドラゴンボール風次回予告
丹生が好きな「ドラゴンボール」のBGM17秒に収まる、「オッスオラ丹生明里」から始まる次回予告ナレーションを募集し、丹生担当回のラストに読み上げる。なお、実際の次回予告ではない。

### 金村担当コーナー
カネムラの…おしゃハ
「私は金村。…○○○」の書式で、金村がルーティンでしている「オシャレなこと」を金村になりきった作品をリスナーから募集し、紹介。ガチでしているかどうか、本人によるツッコミを交えて判定する。
ハイセンス・ミクちゃんのGOGO!ジャッジ
第69回よりスタート。リスナーから送られてきた、「センスあるな!」と思う過去のエピソードや発言、アイテムを金村がジャッジするコーナー。リスナーからのメールは「こんな自分、センスありますよね?」で締められる。
名探偵金村の…真実はいつもひとつ‼︎
第79回からエイプリルフール特別企画としてスタート。リスナーから送られてきたメールは「身の回りで起きた、嘘みたいな本当の話」もしくは「真っ赤な嘘」のどちらかなのかを見抜く。

### 終了したコーナー
14秒OPナレーション
リスナーから募集した、番組の冒頭にある14秒のBGMにピッタリ入るナレーション（ここから番組が開始）を読むコーナー。
第73回をもってマンネリ化防止のために終了となった。
ユニット名を余計に考えちゃいましょう！
6thシングル「ってか」に収録される「あくびletter」を歌う埼玉トリオのユニット名を、「埼玉」というフレーズを使わず新たにリスナーから募集するコーナー。最終的に「カラーチャート」が採用された。
なんでもTOP3
公表して欲しいTOP3のテーマ（日向坂メンバー以外のことでも大丈夫）をリスナーから募集して発表するコーナー。
カネムラ改名大喜利
金ちゃんという、とてもカワイイあだ名がノーセンキューな金村。こうなりゃ大喜利で新しいニックネームを募集するしかない。ラジオ「余計な事まで」でついた、リスナーから寄せられたニックネームを紹介する。最終的に「ミクティー」で落ち着いた。
チョケ1GP シーズン2
渡邉美穂による、チョケ自己紹介でお馴染み。「最近、（チョケエピソード）」から始まる書き出しの何はともあれ、チョケたメッセージをリスナーから募集し、紹介してチョケ1認定する。
渡邉美穂の叫びた〜い！
「拝啓 美穂様」から始まり、疑問系で終わるメールをリスナーから募集し、それに対して渡邉が叫びながら答える。
渡邉美穂の、持論なんですけど。
最近、ガチでホットな仕事・友人関係・恋愛など色々な話題をリスナーから募集し、なべちゃんの持論を展開する。

## コラボ商品
当番組のスポンサーであるベルクとのコラボ商品をベルクの各店舗で期間限定で販売されることがある。また、スタジオでコラボ商品を試食することもある。
- タルタルチキン[注 16][248]
  - 「ベルク謹製 鶏もも肉のチキン南蛮」から改名。
    - ポテトチップス タルタルチキン味[249]
      - 湖池屋とベルクの共同開発での商品。

    - うまいか タルタルチキン味[250]
      - なとりとベルクの共同開発での商品。
- お寿司かない！（晶）[注 17][251]
  - 寿司盛り合わせである「ごちそう握り晶」から改名。
- たまごたっぷり ぷりぷりプリン[252]
  - 渡邉が当番組で「プリンがいいなぁ〜」という、ひと言から作られた商品。
- ベルク限定デザインカップスター[253]
  - サンヨー食品とベルクのコラボ商品。丹生と金村の写真が載った限定デザインのカップスター。